# Neuseeländische Rugby-Union-Tour nach New South Wales 1884
| Tour der Neuseeländer nach New South Wales 1884 | Tour der Neuseeländer nach New South Wales 1884 | Tour der Neuseeländer nach New South Wales 1884 | Tour der Neuseeländer nach New South Wales 1884 | Tour der Neuseeländer nach New South Wales 1884 |
| Übersicht                                       | S                                               | G                                               | U                                               | N                                               |
| ----------------------------------------------- | ----------------------------------------------- | ----------------------------------------------- | ----------------------------------------------- | ----------------------------------------------- |
| Sonstige Spiele                                 | 9                                               | 9                                               | 0                                               | 0                                               |
| Gesamt                                          | 9                                               | 0                                               | 0                                               | 0                                               |

Die neuseeländische Rugby-Union-Tour nach New South Wales 1884 war die erste Reise eines Teams aus Neuseeland in der Sportart Rugby Union. Sie führte im Mai und Juni 1884 in die britische Kolonie New South Wales (heute Teil von Australien). Es handelte sich um eine rein privat finanzierte Tour, da der neuseeländische Rugby-Verband, die New Zealand Rugby Football Union, erst acht Jahre später gegründet wurde. Vor der Abreise spielte die Mannschaft gegen eine Auswahl der Wellington Rugby Football Union, anschließend folgten acht Spiele in New South Wales. Von den insgesamt neun Spielen konnten alle gewonnen werden.
Das Team setzte sich aus Spielern der Provinzverbände Auckland, Canterbury, Otago und Wellington zusammen. Sie trugen das blaue Trikot von Otago, zusätzlich mit einem aufgestickten Silberfarn auf einem der Ärmel.

## Spielplan
- Hintergrundfarbe grün = Sieg

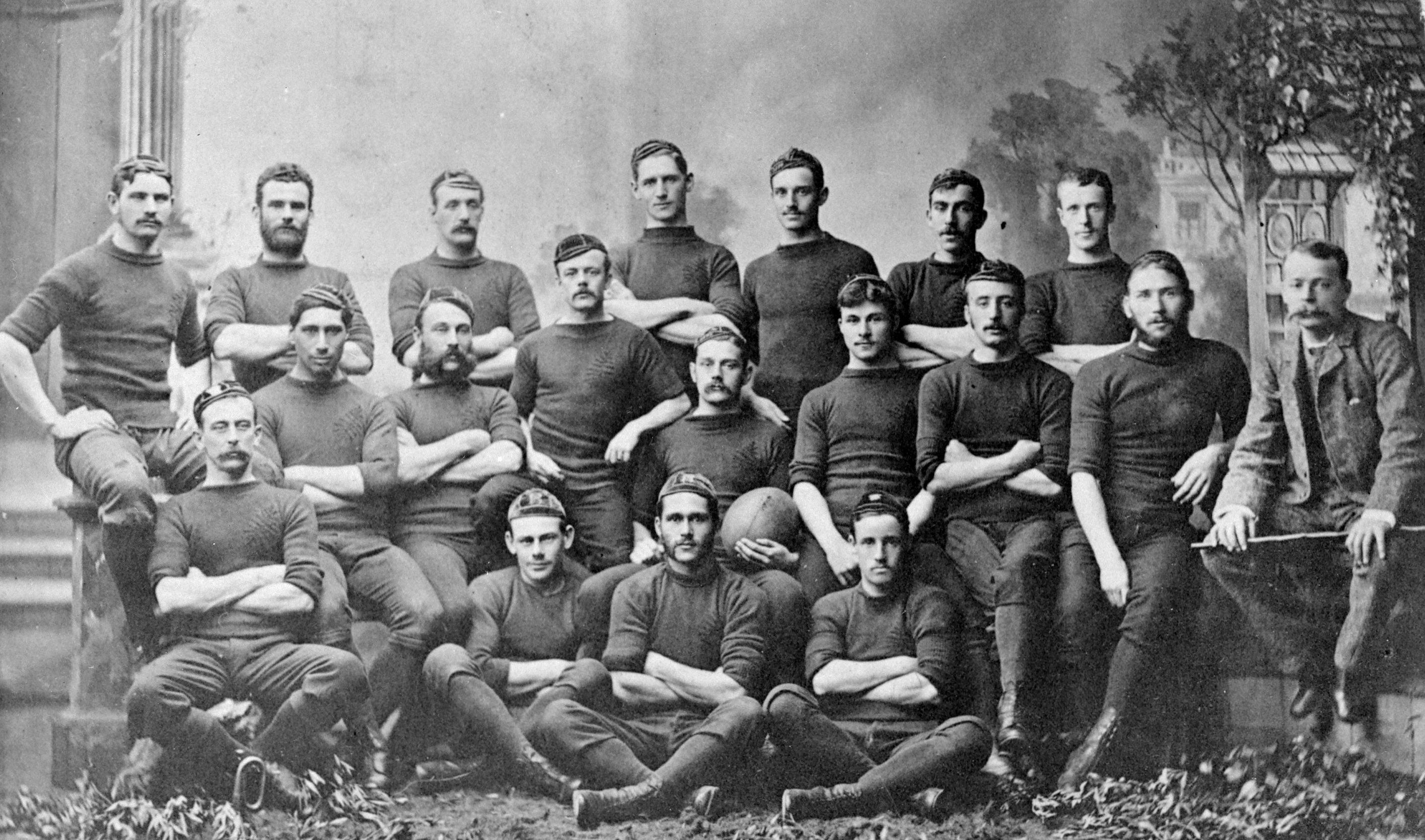
Das neuseeländische Team während der Tour von 1884

(Ergebnisse aus der Sicht Neuseelands)
| # | Datum         | Gegner                          | Ort        | Stadion                     | Ergebnis |
| - | ------------- | ------------------------------- | ---------- | --------------------------- | -------- |
| 1 | 22. Mai 1884  | Wellington Rugby Football Union | Wellington |                             | 9:0      |
| 2 | 28. Mai 1884  | Cumberland County               | Sydney     | Parramatta Ground           | 33:0     |
| 3 | 31. Mai 1884  | New South Wales Waratahs        | Sydney     | Agricultural Society Ground | 11:0     |
| 4 | 03. Juni 1884 | Combined Suburbs                | Sydney     | Sydney Cricket Ground       | 23:5     |
| 5 | 05. Juni 1884 | Northern Districts              | Newcastle  | Sports Ground               | 29:0     |
| 6 | 07. Juni 1884 | New South Wales Waratahs        | Sydney     | Agricultural Society Ground | 21:2     |
| 7 | 11. Juni 1884 | Western Districts               | Bathurst   | Bathurst Ground             | 11:0     |
| 8 | 12. Juni 1884 | Wallaroo & University of NSW    | Sydney     | Sydney Cricket Ground       | 23:10    |
| 9 | 14. Juni 1884 | New South Wales Waratahs        | Sydney     | Agricultural Society Ground | 16:0     |

## Kader

### Management
- Tourmanager: S. E. Sleigh
- Kapitän: William Millton

### Spieler
| Spieler        | Position                      | Mannschaft |
| -------------- | ----------------------------- | ---------- |
| Edwin Davy     | Halbspieler                   | Wellington |
| John Dumbell   | Halbspieler, Dreiviertelreihe | Wellington |
| Henry Roberts  | Halbspieler                   | Wellington |
| Jack Taiaroa   | Halbspieler                   | Otago      |
| Thomas Ryan    | Dreiviertelreihe              | Auckland   |
| Joe Warbrick   | Dreiviertelreihe              | Auckland   |
| Henry Braddon  | Schlussmann                   | Otago      |
| George Helmore | Schlussmann                   | Canterbury |

| Spieler          | Position | Mannschaft |
| ---------------- | -------- | ---------- |
| James Allan      | Stürmer  | Otago      |
| George Carter    | Stürmer  | Auckland   |
| John Lecky       | Stürmer  | Auckland   |
| Edward Millton   | Stürmer  | Canterbury |
| William Millton  | Stürmer  | Canterbury |
| Timothy O’Connor | Stürmer  | Auckland   |
| James O’Donnell  | Stürmer  | Otago      |
| George Robertson | Stürmer  | Otago      |
| Hart Udy         | Stürmer  | Wellington |
| Peter Webb       | Stürmer  | Wellington |
| Robert Wilson    | Stürmer  | Canterbury |